# Greenfield Morning I Pushed an Empty Baby Carriage All Over the City
«Greenfield Morning I Pushed an Empty Baby Carriage All Over the City» es la tercera pieza del álbum de la artista Yoko Ono Plastic Ono Band, lanzado a fines de 1970.
El nombre de la canción proviene del libro de Ono Grapefruit.

## Composición
La pieza se podría dividir en tres segmentos. El primer minuto, donde se escucha un ruido alternado con la voz de Yoko. Terminada esta parte, se escucha de manera creciente el sonido de la batería y las claves todavía acompañados por la voz de Yoko. A diferencia de las otras pistas del álbum, todos los instrumentos tienen igual importancia (ninguno destaca más que el otro) y se privilegia más la voz de Yoko que sus característicos gorjeos. Cerca del minuto 4:30 el volumen de la música va decreciendo para dar paso a sonidos y cantos de pájaros.

## En otros álbumes
- Segmentos de la canción fueron utilizados posteriormente en "Ask the Dragon" del álbum Rising de Ono

## Personal
- Yoko Ono - voz, claves
- John Lennon - guitarra
- Ringo Starr - batería
- Klaus Voormann - bajo

## Producción
- Yoko Ono - compositora, productora
- John Lennon - productor
- Phil McDonald, John Leckie - ingenieros